# Fakulteta za matematiko in fiziko v Ljubljani
Fakulteta za matematiko in fiziko (FMF) je ena od članic Univerze v Ljubljani.
Trenutni dekan je Tomaž Košir.

## Organizacija
- Oddelek za fiziko
- Oddelek za matematiko

### Nekdanja organizacija
Nekdanje fakultete ali poimenovanja:
- Prirodoslovna matematična fakulteta v Ljubljani (1949–1954)
- Prirodoslovno-matematično-filozofska fakulteta v Ljubljani (1954–1957)
- Naravoslovna fakulteta v Ljubljani (1957–1960)
- Fakulteta za naravoslovje in tehnologijo v Ljubljani (1960–1994)
- Fakulteta za matematiko in fiziko v Ljubljani (1994–sedanjost)

### Dekani
- 1995–1997: Anton Suhadolc
- 1997–1999: Peter Prelovšek
- 1999–2001: Jernej Kozak
- 2001–2003: Martin Čopič
- 2003–2005: Bojan Mohar
- 2005–2007: Slobodan Žumer
- 2007–2009: Franc Forstnerič
- 2009–2011: Andrej Likar
- 2011–2013: Franc Forstnerič
- 2013–2015: Anton Ramšak
- 2015–2017: Petar Pavešić
- 2017–2019: Anton Ramšak
- 2019–2021: Anton Ramšak
- 2021–2023: Tomaž Košir
- od 2023: Janez Bonča